# Бальво
Бальво — музыкальный стиль и поэтический приём, распространённый в Сомали и Джибути. Лирическое содержание текстов зачастую связано с любовью и страстью. Жанр был изобретён Абди Синимо.

## Происхождение
Жанр бальво придумал сомалиец Абди Синимо из субклана Реер-Нуур клана Гадабуурси. В начале 1940-х годов Синимо также придумал хеэло (который считается поджанром бальво) — один из самых распространённых музыкальных жанров Сомали в настоящий момент.
В 1945 году, работая водителем грузовика в администрации порта Джибути, Абди Синимо ехал в районе Сайлы, когда его автомобиль сломался. Будучи в эмоциональном расстройстве, Абди спонтанно сочинил свою первую песню. Он назвал её «Бальво» (что означает «несчастье» на сомалийском языке) — ведь грузовик сломался слишком далеко от места, где его могли бы починить. Когда грузовик отбуксировали обратно в Зейлу, Абди вернулся в Бораму, где публично прочитал своё короткое стихотворение. Оно моментально стало популярным, и автор стал сочинять новые бальво. Его примеру последовали другие местные поэты, и жанр начал быстро распространяться в Джибути и Сомали.
В процессе своего развития бальво стал жанром, характеризующимся как простая любовная лирика, которая произвела революцию в современной сомалийской музыке. Ещё одним артистом, внесшим значительный вклад в данный жанр, стал Абдуллахи Карше, которому приписывают начало использования кабана (уда) в качестве музыкального сопровождения к бальво.
Сам Абдуллахи Карше подтвердил, что современная сомалийская музыка уже в целом сформировалась во времена Абди Синимо, заслуга которого заключалась в том, что он организовал и выразил её в чётко определённом жанре бальво и, таким образом, получил лавры родоначальника всей музыки в регионе.
Некоторые религиозные лидеры выступали против распространения бальво, указывая на то, что пение стихов о любви противоречит исламской морали.